# Fanny Garrido
Francisca González Garrido, coneguda com a Fanny Garrido (La Corunya, 30 d'octubre de 1842 - Madrid, 11 de setembre de 1917) va ser una escriptora gallega, traductora, acadèmica i activista cultural. Va fer servir també el pseudònim d'Eulalia de Liáns.

## Trajectòria literària
Va col·laborar amb els periòdics Galícia i El Correo de Madrid. De la seva producció destaca la novel·la autobiogràfica Escaramuzas, publicada el 1885. Va ser traductora de l'alemany dels poetes Heinrich Heine i Wolfgang Goethe, en concret del seu Viaje a Italia (1891) i del Teatro Selecto (1893).
Fou membre fundadora, el desembre de 1883, de la Societat Folk-Lore Gallega, al costat de la seva presidenta, Emilia Pardo Bazán. També contribuí a crear l'Academia Galega, al costat de dones com Filomena Dato, Joaquina Otaño, Matilde Frade o Francisca Fernández Vaamonde.

## Vida personal
Estigué casada amb el compositor Marcial del Adalid, que musicà molts dels seus poemes. La parella s'envoltà d'artistes i intel·lectuals, com ara les escriptores i periodistes Emilia Pardo Bazán, Sofía Casanova, i també Alfredo Tella, Alejandro Pérez Lugín o els pintors Germán Taibo i Francisco Llorens... Després de la mort del seu marit, es va casar amb el químic de Lugo José Rodríguez Mourelo, i tractà assíduament persones de ciència, com Ramón y Cajal, Echegaray o Torres Quevedo.
La seva filla, María de los Dolores Francisca del Adalid González Garrido va lliurar els fons documentals i biblioteques de música i medicina de la seva família a la Real Academia Galega.

## Honors i reconeixement

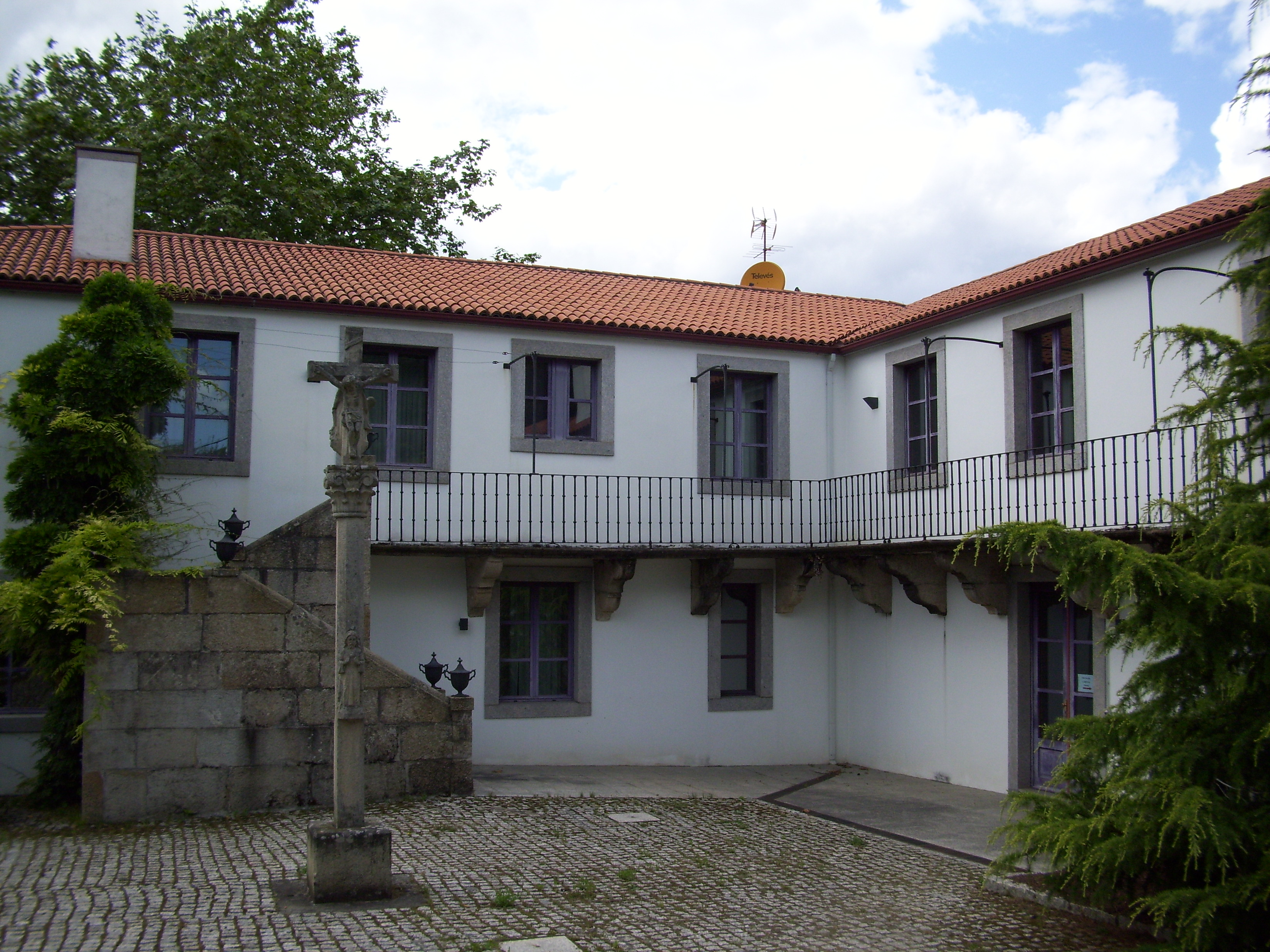
Pati del Pazo de Lóngora, que fou residència de Fanny Garrido

Fou membre corresponent de la Real Academia Galega.
El desembre de 1971 s'aprovà donar el seu nom a un carrer de la ciutat de La Corunya.
El pazo de Lóngora, que fou la seva residència, acull des de l'agost de 1997 l'Institut Universitari de Medi Ambient de la Universitat de la Corunya, i des de 2022 una biblioteca de referència.

## Obres
- Escaramuzas, 1885
- La madre de Paco Pardo, 1898
- Batallas (inèdita)